# Stanisław Machnacki
Stanisław Machnacki herbu Rogala – sędzia ziemski czerski.
Poseł ziemi wyszogrodzkiej na sejm koronacyjny 1576 roku, poseł ziemi czerskiej na sejm 1576/1577 roku i sejm 1582 roku. Deputat do odbierania kwarty.